# Vice-maréchal
Vice-maréchal est un grade d'officier supérieur en Corée du Nord. Le grade de vice-maréchal est supérieur à celui de général d'armée et inférieur à celui de maréchal de l'Armée populaire. Ce grade n'est attribué qu'aux membres des forces armées de Corée du Nord, et il revêt également une dimension politique.
L'insigne de vice-maréchal rappelle celui, aujourd'hui disparu, de maréchal de l'Union soviétique, superposant l'écusson national nord-coréen sur une étoile de maréchal ; cet insigne est porté sur les épaulettes. Jusqu'en 1985, l'insigne porté par les détenteurs de ce grade était composé uniquement des armoiries de la Corée du Nord.

## Liste des vice-maréchaux de Corée du Nord
Note : liste non exhaustive.
- Choe Yong Gon (1902-1972) : commandant en chef des troupes nord-coréennes de 1948 à 1953, puis ministre de la Défense nationale (devenu depuis le Ministère des Forces armées populaires). Promu vice-maréchal en 1953.
- Kim Kwang-jin (1927-1997) : ancien membre de la Commission militaire centrale (en) et premier vice-ministre des Forces armées populaires. Il est décoré deux fois de l'Ordre de Kim Il-sung et Héros de la République démocratique et populaire de Corée. Il est promu vice-maréchal en 1992.
- Paek Hak-rim (1918-2006) : il sert avec les armées communistes chinoises pendant les années 1930 et au début des années 1940. Promu vice-maréchal en 1992.
- Kim Ik-hyon (date de naissance inconnue) : promu vice-maréchal en 1992.
- Ri Tu-ik (1921-2002) : Né dans la province de Jilin. Promu lieutenant général en 1963, général en 1985 et vice-maréchal en avril 1992.
- Cho Myong-rok (1924-2010) : né en Mandchourie. Après avoir suivi une formation de pilote en Union soviétique il est nommé commandant des forces aériennes de l'Armée populaire de Corée en 1977. Promu général en 1992 puis vice-maréchal en octobre 1995.
- Kim Yong-chun (né en 1922) : Promu général en 1992, vice-maréchal en octobre 1995.
- Li Ha-il (date de naissance inconnue) : Promu général en 1992, puis vice-maréchal en octobre 1995.
- Kim Il-chol (né en 1928) : né à Pyongyang. Promu lieutenant-général puis commandant de la Marine à la fin 1982, il est fait colonel-général en 1985, général en 1992 puis vice-maréchal en 1997.
- Chon Jae-son (date de naissance inconnue) : commandant de la First Army Group Place. Promu Général en 1992 et vice-maréchal en 1997.
- Pak Ki-so (1929-2010) : promu colonel-général en 1989, général en 1992 et vice-maréchal en 1997.
- Ri Yong-mu (né en 1925) : promu lieutenant-général en 1964, colonel-général en 1973, Vice Maréchal en septembre 1998.
- Kim Ryong-yon (né en 1916) : il sert avec les armées communistes chinoises dans les années 1930 et 1940. Promu lieutenant-général en 1968, colonel-général en 1986, général en 1990 et vice-maréchal en 1998.
- Ri Yong-ho (né en 1942) : né dans l’arrondissement de Tongchon, dans la province de Kangwon. Promu lieutenant-général en 2002, vice-maréchal en septembre 2010. Relevé de ses fonctions en juillet 2012.
- Choe Ryong-hae (né en 1950) : né dans l’arrondissement de Sinchon, dans la province de Hwanghae du Sud. Promu Général en septembre 2010 et vice-maréchal en avril 2012.
- Kim Jong-gak (né en 1941) : né dans la province de Pyongan du Sud il intègre l'armée en août 1959. Promu général en avril 2002 et vice-maréchal en février 2012.
- Hyon Yong-chol (date de naissance inconnue) : Promu général en septembre 2010 et vice-maréchal en juillet 2012.

### Sources et bibliographie
- (en) Cet article est partiellement ou en totalité issu de l’article de Wikipédia en anglais intitulé « Chasu » (voir la liste des auteurs).